# Digimon World Data Squad
Digimon World Data Squad (デジモンセイバーズ アナザーミッション Dejimon Seibāzu Anazā Misshon?, Digimon Savers: Another Mission) es un videojuego de la franquicia Digimon para PlayStation 2 desarrollado por Namco Bandai.
Fue desarrollado y publicado por la empresa japonesa Bandai para la consola de Sony: PlayStation 2 en Japón en 30 de diciembre de 2006 y en Norteamérica en 18 de septiembre de 2007

## Historia
El juego se centra en la serie Digimon Savers. En el juego se puede controlar los 4 personajes principales, Marcus Daimon, Thomas Norstein, Yoshino Fujieda y Keenan Crier con sus respectivos compañeros Digimon. Este juego es clasificado como un nuevo género llamado Innovativo/Dramático Rol, que significa que el Digimon se verá afectado por como tu lo trates, las evoluciones del digimon se podrán obtener a medida que revises el mapa de evoluciones donde trendrás que cumplir los requisitos para poder evolucionarlos. Está basado en 12 diferentes niveles, cuales se van desbloqueando a medida que vences al digimon más fuerte de ese lugar.